# Froschmühle (Buch am Wald)
Froschmühle ist ein Gemeindeteil der Gemeinde Buch am Wald im Landkreis Ansbach (Mittelfranken, Bayern). Froschmühle liegt in der Gemarkung Gastenfelden.

## Geografie
Die Einöde liegt am Froschbächlein, der mit dem Traisdorfer Bach zum Hagenbach zusammenfließt. 0,5 km östlich liegt das Deutschholz, 0,5 km nordwestlich das Roßholz. Ein Anliegerweg führt zu einer Gemeindeverbindungsstraße (0,2 km nordwestlich), die nach Schönbronn zur Staatsstraße 2249 (0,7 km westlich) bzw. zu einer Gemeindeverbindungsstraße (0,7 km östlich) führt, die nach Morlitzwinden (0,6 km nördlich) bzw. die St 2249 kreuzend zur Kreisstraße AN 5 bei Gastenfelden verläuft (1,2 km südlich).

## Geschichte
Im 16-Punkte-Bericht des brandenburg-ansbachischen Oberamts Colmberg aus dem Jahr 1681 hatte die Froschmühle das hohenlohische Amt Schillingsfürst als Grundherrn. Das Hochgericht übte das Vogtamt Colmberg aus. 1710 wurde das Hochgericht durch Vertrag an Hohenlohe-Schillingsfürst abgegeben.
Im Rahmen des Gemeindeedikts (frühes 19. Jahrhundert) wurde Froschmühle dem Steuerdistrikt und der Ruralgemeinde Gastenfelden zugeordnet. Im Zuge der Gebietsreform in Bayern wurde diese am 1. Januar 1974 nach Buch am Wald eingegliedert.

### Einwohnerentwicklung
| Jahr      | 001818 | 001840 | 001861 | 001871 | 001885 | 001900 | 001925 | 001950 | 001961 | 001970 | 001987 |
| Einwohner | 8      | 10     | *      | 4      | 6      | *      | *      | *      | *      | 4      | 8      |
| Häuser    | 1      | 1      |        |        | 1      | *      | *      | *      | *      |        | 1      |
| Quelle    | [ 8 ]  | [ 9 ]  | [ 10 ] | [ 11 ] | [ 12 ] | [ 13 ] | [ 14 ] | [ 15 ] | [ 16 ] | [ 17 ] | [ 1 ]  |

## Religion
Der Ort ist seit der Reformation evangelisch-lutherisch geprägt und bis heute nach St. Maria Magdalena (Gastenfelden) gepfarrt. Die Einwohner römisch-katholischer Konfession sind nach Kreuzerhöhung (Schillingsfürst) gepfarrt.